# Top Bet
Série
All for the Winner
(1990) The Saint of Gamblers
(1995)
Pour plus de détails, voir Fiche technique et Distribution.
Top Bet (賭霸, Du Ba, litt. « La Reine du jeu ») est une comédie hongkongaise réalisée par Jeffrey Lau et Corey Yuen et sortie en 1991 à Hong Kong. C'est la suite de All for the Winner (1989).
Elle totalise 15 575 932 HK$ au box-office, bien moins que son prédécesseur.

## Synopsis
Après que Sing (Stephen Chow) ait utilisé ses pouvoirs spéciaux pour battre Hung Kwong (Paul Chun) au tournoi du roi, sa sœur aînée Mei (Anita Mui) débarque de Chine continentale pour le ramener car il n'est pas censé les utiliser pour jouer. Mais Sing est parti en tournée mondiale et Mui ne le trouve pas chez Troisième oncle (Ng Man-tat). En attendant, Chan Chung (Jeffrey Lau), l'ex-patron taïwanais de Sing, le recherche pour qu'il participe à un nouveau tournoi à Taïwan. Comme il est introuvable, son oncle se retrouve à bout de ressources du fait de n'avoir personne pouvant le remplacer. Une joueuse locale débarque alors au marché aux poissons et répondant au nom de Fanny (Carol Cheng), alias la « Reine du jeu ». Mais en réalité, elle n'est rien de plus qu’une arnaqueuse qui trompe ses collègues poissonniers et affirme posséder les mêmes pouvoirs spéciaux que Sing car ayant besoin d'une grosse somme d'argent pour soigner la maladie de son frère cadet.

## Fiche technique
- Titre : Top Bet
- Titre original : 賭霸
- Réalisation : Jeffrey Lau et Corey Yuen
- Scénario : Jeffrey Lau, Ng See-yuen et Corey Yuen
- Photographie : Jimmy Leung
- Montage : Hai Kit-wai
- Musique : Lowell Lo
- Production : Jeffrey Lau et Corey Yuen
- Société de production : Bo Ho Film et Paragon Films
- Société de distribution : Golden Harvest
- Pays d'origine :  Hong Kong
- Langue originale : cantonais
- Format : couleur
- Genre : comédie
- Durée : 111 minutes
- Dates de sortie :
  - Hong Kong : 7 mars 1991
  - Taïwan : 4 avril 1991

## Distribution
- Anita Mui : Mei, la sœur aînée de Sing
- Carol Cheng : Fanny, la « Reine du jeu »
- Ng Man-tat : Blackie Tat/Sam Suk (Troisième oncle)
- Sandra Ng : Ping
- Lowell Lo : Tai
- Paul Chun : Hung Kwong
- Jeffrey Lau : Chan Chung
- Corey Yuen : Fishy Shing
- Kenny Bee : Bee
- Bowie Wu : l'arbitre à la compétition du tournoi
- Shing Fui-on : Frère Shaw/voix masculine de Tatie Luk
- Dion Lam (en) : le tueur à gage de Kwong
- Yuen Wah : Sifu Wu Lung Lo (caméo)
- Stephen Chow : Sing (caméo)
- Sharla Cheung (caméo, images d'archive)
- Angelina Lo : Tatie Luk
- Lau Shun : Yim Chun
- Elaine Law Suet-ling : la grosse journaliste
- Sze Mei-yee : le commentateur du tournoi
- Lo Hung : le 1er adversaire de Fanny
- Hoh Dung : l'homme de main de Frère Shaw
- Jameson Lam Wa-fan : un garde du corps de Chung
- So Wai-nam : un garde du corps de Chung
- Dickens Chan Wing-chung : Tony
- Wong Ying-kit : le médecin
- Fruit Chan goh : un spectateur
- Rico Chu Tak-on : l'entraîneur du salon Dominique
- Hui Sze-man : un client du salon Dominique
- Chan Ging : le cambrioleur du salon Dominique
- Lee Ying-git : un cambrioleur
- Alexander Chan Mong-wah : un joueur
- Benny Tse Chi-wah : un vendeur de glace